# Kambodžanski rijal
Kambodžanski rijal (ISO 4217: KHR) je valuta Kambodže. Ima dvije podjedinice: kak (1/10 rijala) i sen (1/100 rijala). Prvi rijal je izdavan u razdoblju od 1953. do 1975. godine. Od 1975 do 1980. godine Kambodža nije imala vlastiti monetarni sustav, od kada je rijal opet uveden u upotrebu.
Narodna banka Kambodže izdaje kovanice od 50, 100, 200 i 500 rijala, ali su one rijetko u upotrebi.  Najčešće se u gotovinskom platnom prometu koriste novčanice u sljedećim apoenima: 100, 200, 500, 1000, 2000, 5000 i 10000 rijala. 

## Vanjske poveznice
- Narodna banka Kambodže  Arhivirana inačica izvorne stranice od 6. travnja 2018. (Wayback Machine)